# Торбеево (Ступинский район)
Торбеево — деревня в Ступинском районе Московской области в составе Семёновского сельского поселения (до 2006 года входила в Ивановский сельский округ). На 2015 год Торбеево 2 улицы, 3 проезда и 4 садовых товарищества. В Торбеево в XIX веке была построена деревянная часовня, приписанная к церкви в Ивановском, до наших дней не сохранилась.

## Население
| 2002 | 2006 | 2010 |
| ---- | ---- | ---- |
| 56   | ↗67  | ↘52  |

Торбеево расположено на западе центральной части района, на р. Заполенке - левом притоке реки Лопасня, высота центра деревни над уровнем моря — 163 м. Ближайшие населённые пункты: Канищево — около 0,7 км на запад и Заворыкино — в 1,3 км на юго-восток.